# Burni Jagong
Burni Jagong är ett berg i Indonesien.   Det ligger i provinsen Aceh, i den västra delen av landet, 1 600 km nordväst om huvudstaden Jakarta. Toppen på Burni Jagong är 2 048 meter över havet, eller 78 meter över den omgivande terrängen. Bredden vid basen är 0,78 km.
Terrängen runt Burni Jagong är kuperad åt nordväst, men åt sydost är den bergig. Runt Burni Jagong är det glesbefolkat, med 10 invånare per kvadratkilometer. I omgivningarna runt Burni Jagong växer i huvudsak städsegrön lövskog.